# Yorkville (Kalifornia)
Yorkville – obszar niemunicypalny w hrabstwie Mendocino, w Kalifornii (Stany Zjednoczone), na wysokości 281 m. Znajduje się około 12 km na południowy zachód od Hopland.